# تورنتز
تورنتز (بالإنجليزية: Torrentz)‏ هو محرك بحث عن ملفات التورنت يُشغِله فليبي. يقوم الموقع بأرشفة التورنت من مختلف المواقع التورنت الشهيرة.في عام 2012 حصل الموقع على ثاني أهم مواقع التورنت شعبية وفي 2015 عاد ليحصل على نفس الترتيب.

## وصلات خارجية
- الموقع الرسمي